# Scherstetten
Scherstetten je obec v německé spolkové zemi Bavorsko, v zemském okrese Augsburg ve vládním obvodu Švábsko.
V roce 2015 zde žilo 1 015 obyvatel.

## Poloha
Sousední obce jsou: Ettringen, Großaitingen, Markt Wald, Mickhausen, Mittelneufnach a Schwabmünchen.